# 郭宝玉
郭宝玉（?—?），字玉臣，金朝末年华州郑县（今陕西渭南市华州区）人，自称唐朝中书令郭子仪后裔。
郭宝玉通天文、兵法，善骑射。原为金国汴梁城守将之一。金末封汾阳郡公，兼猛安。率军驻屯定州，后来全军归附蒙古帝国木华黎。向成吉思汗上五条建议。元太祖八年（1213年），随从木华黎攻下永清县，攻破高州、北京路、龙山、太原府。元太祖九年（1214年），跟随成吉思汗攻打古徐鬼国讹夷朵城（虎思斡耳朵），收复别失八里、别失兰、别失马里。又跟从哲别、速不台攻打西辽、宽定吉思海（里海）等国，官至断事官。其子郭德海，其孙郭侃。

## 延伸阅读
[在维基数据编辑]
 《元史/卷149》，出自宋濂《元史》
 《新元史/卷146》，出自柯劭忞《新元史》